# Лес (коммуна)
Лес (фр. Lhez, окс. Lhes) — коммуна во Франции, находится в регионе Юг — Пиренеи. Департамент — Верхние Пиренеи. Входит в состав кантона Турне. Округ коммуны — Тарб.
Код INSEE коммуны — 65272.

## География

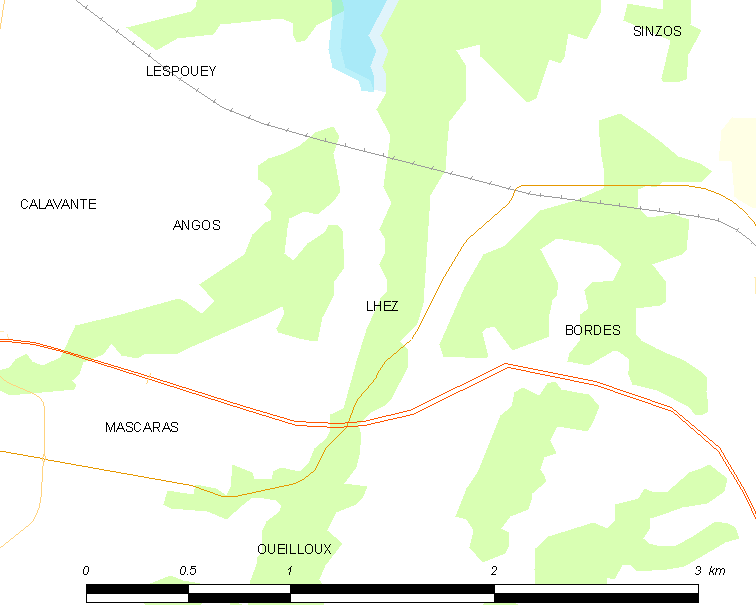
Карта коммуны

Коммуна расположена приблизительно в 650 км к югу от Парижа, в 110 км юго-западнее Тулузы, в 11 км к востоку от Тарба.
На западе коммуны протекает река Аррет-Дарре.

## Климат
Климат умеренно-океанический с солнечной тёплой погодой и обильными осадками на протяжении практически всего года.

## Население
Население коммуны на 2010 год составляло 78 человек.
| 1962 | 1968 | 1975 | 1982 | 1990 | 1999 | 2010 |
| ---- | ---- | ---- | ---- | ---- | ---- | ---- |
| 78   | 85   | 71   | 72   | 81   | 81   | 78   |

## Администрация
| Период | Период | Фамилия       | Партия | Примечания |
| ------ | ------ | ------------- | ------ | ---------- |
| 1995   | 2008   | Рене Бело     |        |            |
| 2008   | 2020   | Франсуа Турни |        |            |

## Экономика
В 2010 году среди 40 человек трудоспособного возраста (15-64 лет) 26 были экономически активными, 14 — неактивными (показатель активности — 65,0 %, в 1999 году было 65,5 %). Из 26 активных жителей работали 25 человек (12 мужчин и 13 женщин), безработной была 1 женщина. Среди 14 неактивных 1 человек был учеником или студентом, 9 — пенсионерами, 4 были неактивными по другим причинам.